# Whoosh!
Whoosh! è il ventunesimo album in studio del gruppo musicale britannico Deep Purple, pubblicato il 7 agosto 2020.

## Storia
Si tratta del terzo album del gruppo prodotto da Bob Ezrin.
Uscito a distanza di tre anni e quattro mesi dal precedente Infinite (2017), l'album è stato anticipato dai singoli Throw My Bones, Man Alive e Nothing at All. Originariamente l'album doveva essere pubblicato il 12 giugno 2020 ma a causa della pandemia di COVID-19 la sua uscita venne rinviata ad agosto.
La traccia strumentale And the Address è apparsa nell'album di debutto del 1968. L'unico musicista presente in entrambe le registrazioni è stato il batterista Ian Paice.
Oltre l'edizione standard l'album è stato pubblicato in edizione deluxe mediabook che include, oltre il CD, un DVD con una conversazione di Bob Ezrin e Roger Glover e il video-concerto Live At Hellfest 2017, mentre l'edizione superdeluxe contiene la versione mediabook e il doppio vinile dell'album, in più il live The inFinite Live Recordings Vol.2 composto da tre vinili e una maglietta con il logo della copertina.

## Tracce
Testi e musiche di Don Airey, Ian Gillan, Roger Glover, Steve Morse, Ian Paice e Bob Ezrin, eccetto Traccia 12, scritta da Ritchie Blackmore e Jon Lord.
1. Throw My Bones – 3:39
2. Drop the Weapon – 4:23
3. We're All the Same in the Dark – 3:44
4. Nothing at All – 4:43
5. No Need to Shout – 3:31
6. Step by Step – 3:34
7. What the What – 3:33
8. The Long Way Round – 5:40
9. The Power of the Moon – 4:09
10. Remission Possible – 1:39
11. Man Alive – 5:36
12. And the Andress – 3:35
13. Dancing in My Sleep (Bonus Track) – 3:52

## Formazione
- Ian Gillan – voce
- Steve Morse – chitarra
- Roger Glover – basso
- Ian Paice – batteria
- Don Airey – tastiere